# Сидрат аль-мунтаха
Сидрат аль-мунтаха (араб. سدرة المنتهى‎ — букв. «лотос крайнего предела») — в исламской традиции лотосовое мировое дерево на седьмом небе возле Престола (Арш) Аллаха.

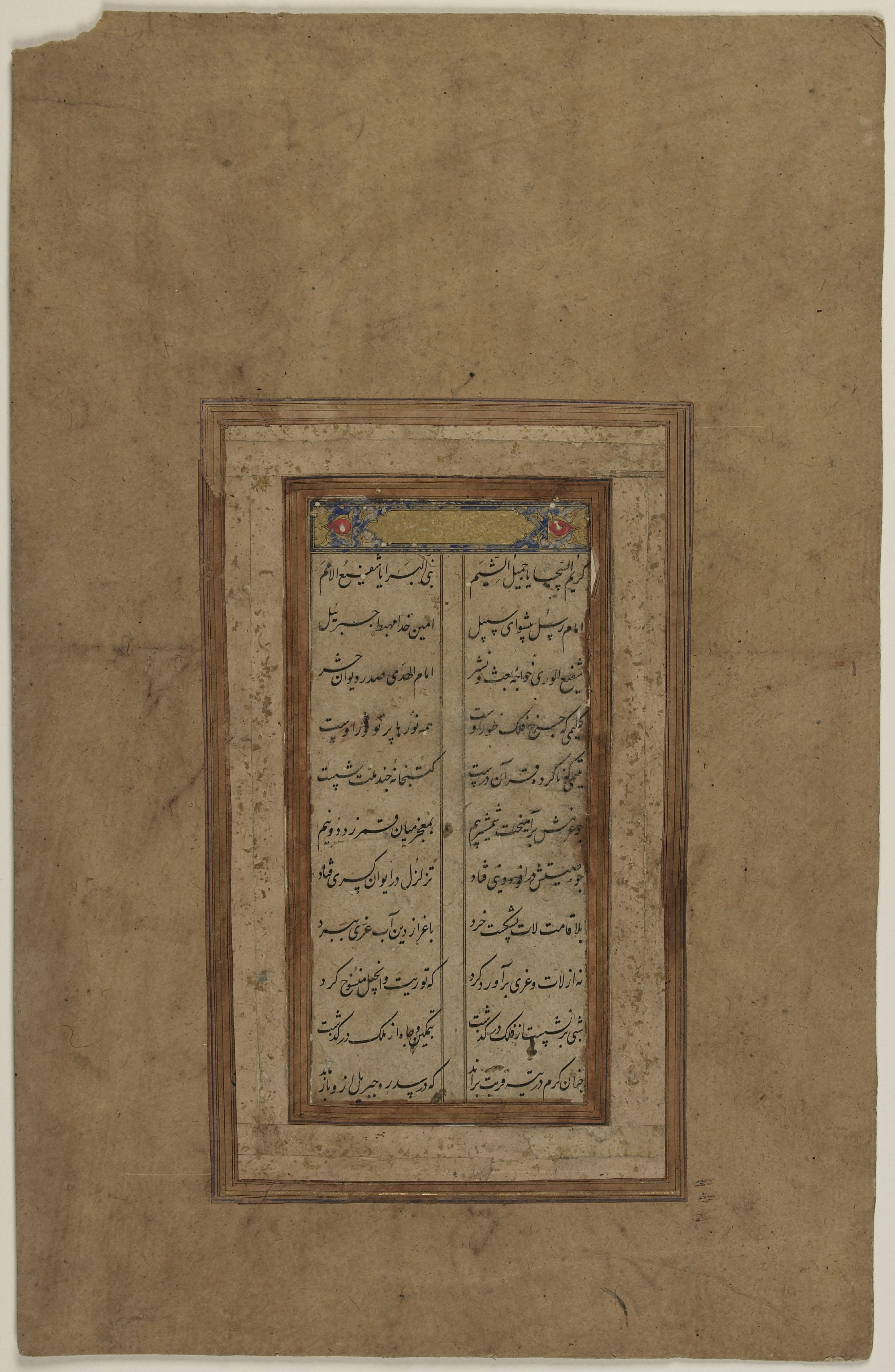
7-я страница Бустана персидского поэта Саади, содержащей поэтическую адаптацию Исра и мирадж и лотосовое дерево

## Этимология
Сидрат аль-мунтаха называют «предельным» по причине того, что именно до него доходит все, что восходит с земли, и все, что нисходит от Аллаха. По другой версии название произошло от того, что оно находится выше земли и семи небес, и на нём заканчиваются познания творений.

## Упоминание в Коране
Сидрат аль-мунтаха упомянуто в Коране. В первых аятах суры Ан-Наджм, в истории о вознесении Мухаммеда.

А ведь он (т. е. Мухаммад) видел его (т. е. Джибрила) в другой раз ۝ у самого дальнего Лотоса, ۝ при котором сад — прибежище [праведных]. ۝ Когда над Лотосом витали те, кто витает, ۝ взор его (т. е. Мухаммада) не отрывался [от происходящего] и не переходил [границы дозволенного]. 

Оригинальный текст (ар.)وَلَقَدْ رَآهُ نَزْلَةً أُخْرَى ۝ عِندَ سِدْرَةِ الْمُنتَهَى ۝ عِندَهَا جَنَّةُ الْمَأْوَى ۝ إِذْ يَغْشَى السِّدْرَةَ مَا يَغْشَى ۝ مَا زَاغَ الْبَصَرُ وَمَا طَغَى—  53:13-17 (Османов)

## Листья
Согласно одному из преданий, Сидрат аль-мунтаха имеет столько листьев, сколько людей на земле. Каждый лист обозначен именем соответствующего человека, а в ночь на 15 число месяца шаабан это дерево сотрясается, и листья с именами тех, кому предстоит умереть в течение следующего за этой ночью года, опадают.